# A Lyga 2007
La A Lyga 2007 fue la 18ª edición del torneo de fútbol más importante de Lituania que se jugó del 7 de abril al 10 de noviembre y que contó con la participación de 10 equipos.
El FBK Kaunas gansu octavo título de liga y segundo de manera consecutiva.

## Clasificación
| Pos. | Equipo         | Pts. | PJ | G  | E  | P  | GF | GC  | Dif. | Clasificación o descenso                      |
| ---- | -------------- | ---- | -- | -- | -- | -- | -- | --- | ---- | --------------------------------------------- |
| 1    | FBK Kaunas (C) | 83   | 36 | 25 | 8  | 3  | 91 | 26  | +65  | Primera Ronda Clasificatoria Champions League |
| 2    | Sūduva         | 68   | 36 | 20 | 8  | 8  | 66 | 34  | +32  | Primera Ronda Clasificatoria UEFA Cup         |
| 3    | Ekranas        | 66   | 36 | 19 | 9  | 8  | 83 | 36  | +47  | Primera Ronda Intertoto Cup                   |
| 4    | Žalgiris       | 64   | 36 | 18 | 10 | 8  | 64 | 34  | +30  |                                               |
| 5    | Vėtra          | 61   | 36 | 18 | 7  | 11 | 55 | 30  | +25  | Primera Ronda Clasificatoria UEFA Cup         |
| 6    | Atlantas       | 45   | 36 | 13 | 6  | 17 | 54 | 45  | +9   |                                               |
| 7    | Vilnius (D)    | 45   | 36 | 13 | 6  | 17 | 54 | 63  | −9   | Descenso a la 1 Lyga                          |
| 8    | Šiauliai       | 45   | 36 | 13 | 6  | 17 | 47 | 50  | −3   |                                               |
| 9    | Šilutė         | 22   | 36 | 6  | 4  | 26 | 28 | 86  | −58  |                                               |
| 10   | Interas-AE (D) | 8    | 36 | 2  | 2  | 32 | 16 | 154 | −138 | Difunto al finalizar la temporada             |

 Fuente: www2.omnitel.net

## Resultados
| Local \ Visitante | ATL | EKR | FBK | IAE | SŪD | ŠIA | ŠIL | VĖT | VIL | ŽAL |
| ----------------- | --- | --- | --- | --- | --- | --- | --- | --- | --- | --- |
| Atlantas          |     | 1–1 | 1–2 | 0–0 | 0–1 | 0–0 | 0–2 | 3–1 | 1–2 | 1–2 |
| Ekranas           | 1–2 |     | 2–2 | 6–1 | 1–1 | 2–0 | 6–1 | 0–0 | 0–0 | 4–1 |
| FBK Kaunas        | 4–0 | 1–1 |     | 8–0 | 1–1 | 2–1 | 4–0 | 1–2 | 1–0 | 1–1 |
| Interas-AE        | 0–6 | 0–4 | 2–3 |     | 0–7 | 1–4 | 1–1 | 0–2 | 0–3 | 0–2 |
| Sūduva            | 1–0 | 1–1 | 1–1 | 2–0 |     | 0–2 | 4–1 | 1–0 | 1–0 | 1–1 |
| Šiauliai          | 1–3 | 0–1 | 0–0 | 4–1 | 1–3 |     | 1–0 | 2–1 | 3–0 | 0–1 |
| Šilutė            | 1–1 | 0–5 | 2–5 | 3–0 | 1–3 | 2–1 |     | 0–3 | 0–2 | 0–0 |
| Vėtra             | 2–1 | 1–0 | 0–1 | 3–0 | 0–0 | 2–1 | 3–0 |     | 1–2 | 1–1 |
| Vilnius           | 1–0 | 1–2 | 2–2 | 4–0 | 3–1 | 2–1 | 4–0 | 0–0 |     | 1–1 |
| Žalgiris          | 1–1 | 1–0 | 1–0 | 3–2 | 1–0 | 1–1 | 2–0 | 1–0 | 1–2 |     |

| Local \ Visitante | ATL | EKR | FBK | IAE  | SŪD | ŠIA | ŠIL | VĖT | VIL | ŽAL |
| ----------------- | --- | --- | --- | ---- | --- | --- | --- | --- | --- | --- |
| Atlantas          |     | 5–0 | 0–2 | 3–0  | 1–0 | 0–0 | 2–0 | 1–2 | 1–0 | 1–3 |
| Ekranas           | 3–1 |     | 1–3 | 10–0 | 0–0 | 2–1 | 5–0 | 2–1 | 3–1 | 2–0 |
| FBK Kaunas        | 2–1 | 2–1 |     | 3–0  | 2–1 | 4–0 | 2–0 | 0–1 | 6–0 | 1–1 |
| Interas-AE        | 0–7 | 0–6 | 1–6 |      | 2–3 | 0–7 | 3–0 | 0–7 | 0–5 | 0–6 |
| Sūduva            | 1–0 | 2–1 | 0–4 | 5–0  |     | 3–0 | 3–0 | 1–1 | 7–1 | 1–0 |
| Šiauliai          | 0–2 | 0–3 | 1–3 | 0–2  | 2–1 |     | 2–1 | 2–1 | 1–1 | 0–0 |
| Šilutė            | 2–3 | 0–3 | 1–4 | 2–0  | 2–4 | 1–2 |     | 3–0 | 1–0 | 0–0 |
| Vėtra             | 3–1 | 1–1 | 0–1 | 3–0  | 0–1 | 1–0 | 3–1 |     | 5–1 | 2–1 |
| Vilnius           | 1–4 | 1–2 | 0–2 | 9–0  | 0–3 | 2–4 | 2–0 | 0–0 |     | 0–6 |
| Žalgiris          | 3–0 | 4–1 | 0–5 | 7–0  | 4–1 | 1–2 | 3–0 | 0–2 | 3–1 |     |